# 山谷閱兵球場
山谷閱兵球場獲贊助冠名稱為「珊瑚窗戶球場」（Coral Windows Stadium），是位於英格蘭西约克郡布拉德福德的全坐席足球運動場。建於1886年，直至1903年前是曼宁厄姆橄榄球俱乐部（Manningham Rugby Football Club）的主場球場，其後俱乐部放棄橄欖球改踢足球，並改組成為布拉德福德城足球俱乐部。自此一直成為巴拉福特城的主場球場，但現時球場業權由球會前主席戈登·吉布（Gordon Gibb）的養老保險基金持有。球場亦曾經作為巴拉福特公園足球會的主場一個球季及橄欖球隊巴拉福特公牛的主場兩個球季，亦曾主辦多場英格蘭青年足球隊的賽事。
著名球場建築師阿奇巴尔·雷奇於1908年當巴拉福特城升上甲組聯賽時獲委負責重建球場。自此直至1985年球場甚少改動，當年5月11日球場發生大火，導致56名球迷死亡及最少265名球迷受傷。球場進行總值260萬英鎊的重建工程，並於1986年12月重新開放。1990年代及2000年代初球場曾進行大規模重建，現時可容25,136名觀眾。山谷閱兵球場最高入數紀錄於1911年的英格蘭足總盃對般尼時創出，共有39,146名球迷入座，成為全國聯賽球場現存入場人數最古老的紀錄。

## 歷史
曼寧漢姆橄欖球俱樂部（Manningham Rugby Football Club）成立於1876年，最初在布拉德福德卡迪根菲爾茲（Cardigan Fields）的卡萊爾路地區進行比賽。當他們的球場被出售以便興建德拉蒙德學校時，俱樂部需要一個新的場地。因此他們在曼寧漢（Manningham）的山谷閱兵區（Valley Parade）購買該地區的一塊土地作為興建新主場，以便在1886-87年賽季進行比賽。新球場及其所在的道路都採用當地地區的名字，即為山谷閱兵球場（Valley Parade），這個名字源於曼寧漢下方的陡峭山坡。該土地以前是一個採石場，屬於米德蘭鐵路公司（Midland Railway Company）。
俱樂部花費1,400英鎊聘請設計師監督土地的挖掘和整平工作，並將一座看台從卡萊爾路搬到新球場。新球場包括已搬遷的看台，一個容納2,000人的階梯式看台，球場總容量為18,000人。1886年9月27日正式開放，舉行了一場對陣韋克菲爾德三一（Wakefield Trinity）的比賽，但由於施工工作，曼寧漢的大部分早期比賽都是作客進行。

## 火災

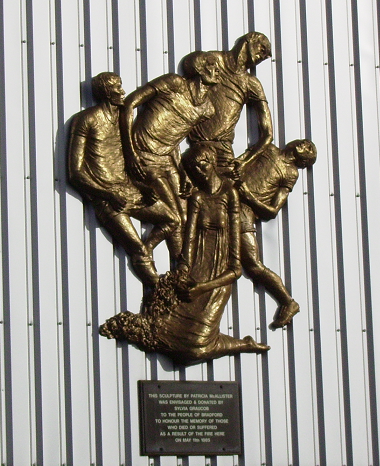
位於主看台的慘劇紀念雕塑

1985年5月11日有超過11,000名球迷在場內慶祝球隊奪得丙組聯賽冠軍，在一週前當巴拉福特以2-0擊敗已確保奪得錦標，當時正進行球季最一場對林肯城的聯賽，冠軍頒獎在賽前舉行，在完半場前已有80年歷史木構的「新雲看台」（Sunwin Stand）發生火警，部分觀眾逃入比賽草坪，但有部分被困於看台通道內，而出口的旋轉入閘機亦被鎖上，導致56人死亡（包括球隊86歲的前主席山姆·弗斯）及超過200人受傷。事後調查發現火警是因積聚於看台底的垃圾意外被觀眾拋棄未熄滅的香煙或火柴點燃而引起。諷刺的是而因巴拉福特升級乙組，球隊原已安排比賽翌日更換球場的木構頂蓋以符合乙組球場的安全標準。球場需關閉迫使巴拉福特在當地的欖球隊的歐賽球場（Odsal Stadium）或哈德斯菲尔德的利兹路球場（Leeds Road ground）進行比賽，直到1986年12月14日才回到重建後的山谷閱兵球場。
巴拉福特安排周年悼念儀式及復活節周末青年足球競賽，吸引當地及林肯城以至歐洲各地的球隊參加，現在的新雲看台亦設置牌匾紀念死者。這次火災連同稍後發生的希爾斯堡球場慘劇亦促使立法規定更安全的球場法例。

## 交通
巴拉福特設有兩個鐵路站，分別是距離球場1英里（2），同時是市內主要的巴士總站的「巴拉福特交匯處」（Bradford Interchange），和距離球場0.6英里（1）的「巴拉福特福斯特廣場鐵路站」（Bradford Forster Square railway station）。「巴拉福特交匯處」提供由「东海岸铁路」（East Coast）和「跨國鐵路」（CrossCountry）的火車服務連接「利兹鐵路站」，並有「巴拉福特第一」（First Bradford）和「基利斯及區」（Keighley & District）的巴士接駁到球場。而「巴拉福特福斯特廣場」則有由「北方鐵路」（Northern Rail）同樣連接利兹的火車服務。
於賽事舉行日球場並沒有提供泊車位予球迷。在2000年，作為球場擴建的一部分，球會推行一個「綠色交通計畫」以緩和球場周圍的交通擠塞問題，建議包括在「巴拉福特福斯特廣場」與利兹的鐵路之間設立新的鐵路站，同時提供折扣巴士服務。但興建新鐵路站一直沒有落實，而折扣巴士路線亦因低載客量而撤回。

## 外部連結
- . Bradford City official website.   [2008-03-24]. （原始内容存档于2008-03-07）.
- . BBC Bradford & West Yorkshire.   [2008-03-24]. （原始内容存档于2008-03-11）.

53°48′15.20″N 1°45′32.48″W / 53.8042222°N 1.7590222°W